# José Antonio Carrillo
Pour les articles homonymes, voir Carrillo.
 (avril 2025).
La mise en forme du texte ne suit pas les recommandations de Wikipédia : il faut le « wikifier ».
Les points d'amélioration suivants sont les cas les plus fréquents. Le détail des points à revoir est peut-être précisé sur la page de discussion.
- Les titres sont pré-formatés par le logiciel. Ils ne sont ni en capitales, ni en gras.
- Le texte ne doit pas être écrit en capitales (les noms de famille non plus), ni en gras, ni en italique, ni en « petit »…
- Le gras n'est utilisé que pour surligner le titre de l'article dans l'introduction, une seule fois.
- L'italique est rarement utilisé : mots en langue étrangère, titres d'œuvres, noms de bateaux, etc.
- Les citations ne sont pas en italique mais en corps de texte normal. Elles sont entourées par des guillemets français : « et ».
- Les listes à puces sont à éviter, des paragraphes rédigés étant largement préférés. Les tableaux sont à réserver à la présentation de données structurées (résultats, etc.).
- Les appels de note de bas de page (petits chiffres en exposant, introduits par l'outil «  Source ») sont à placer entre la fin de phrase et le point final[comme ça].
- Les liens internes (vers d'autres articles de Wikipédia) sont à choisir avec parcimonie. Créez des liens vers des articles approfondissant le sujet. Les termes génériques sans rapport avec le sujet sont à éviter, ainsi que les répétitions de liens vers un même terme.
- Les liens externes sont à placer uniquement dans une section « Liens externes », à la fin de l'article. Ces liens sont à choisir avec parcimonie suivant les règles définies. Si un lien sert de source à l'article, son insertion dans le texte est à faire par les notes de bas de page.
- La présentation des références doit suivre les conventions bibliographiques. Il est recommandé d'utiliser les modèles {{Ouvrage}}, {{Chapitre}}, {{Article}}, {{Lien web}} et/ou {{Bibliographie}}. Le mode d'édition visuel peut mettre en forme automatiquement les références.
- Insérer une infobox (cadre d'informations à droite) n'est pas obligatoire pour parachever la mise en page.

Pour une aide détaillée, merci de consulter Aide:Wikification.
Si vous pensez que ces points ont été résolus, vous pouvez retirer ce bandeau et améliorer la mise en forme d'un autre article.
Le capitaine José Antonio Ezequiel Carrillo (1796-1862) était un homme politique californien, un ranchero et un signataire de la Constitution californienne en 1849. Il exerce trois mandats en tant qu'Alcalde de Los Angeles (maire).

## Biographie
Membre de l'éminente famille Carrillo de Californie, il est le fils de l'Espagnol José Raimundo Carrillo (en) et le frère de Carlos Antonio Carrillo (en), gouverneur de Haute-Californie (en), lui-même ayant exercé trois mandats non consécutifs comme alcade (une combinaison maire/juge) du Pueblo de Los Angeles entre 1826 et 1834.
José Antonio Carillo épouse María Estéfana Pico (1806 – ) en 1823, et après sa mort, Jacinta Pico (1815 – ) en 1842 ; les deux femmes sont  les sœurs des éminents Californios Pío Pico et Andrés Pico. Il construit Carrillo House (en) à Los Angeles, en face de la place historique (en), avec des ailes s'étendant sur Main Street (en).
José Antonio Carrillo est le bénéficiaire du ranch Las Posas (en) en 1834, dans l'actuel comté de Ventura, en Californie, et sur l'île de Santa Rosa des îles Channel de Californie.

## Activités politiques
Carrillo est alcade de Los Angeles en 1826, 1828 et 1833,. En 1836, Juan Bandini, un éminent responsable politique qui soutient la cause américaine, est de retour dans le monde de la révolution, cette fois en opposition au gouverneur Juan Bautista Alvarado. Carrillo revient de son poste de député territorial au Mexique avec la nouvelle que son frère, Carlos, a été nommé gouverneur de Haute-Californie pour remplacer Alvarado, et que la capitale a été changée de Monterey à Los Angeles.

### Constitution californienne
Carrillo est délégué à la Convention constitutionnelle de Monterey de 1849 et est l'un des signataires de la Constitution californienne.

## Guerre américano-mexicaine
Pendant le siège de Los Angeles, Carrillo, avec le capitaine José María Flores et Andrés Pico, forme une milice pour défendre la Haute-Californie pendant la guerre américano-mexicaine.
Carrillo se distingue en menant cinquante lanciers californiens à la victoire à la bataille du Rancho Dominguez  contre 203 Marines des États-Unis, tuant 14 personnes et en blessant plusieurs autres, sans subir une seule perte. Les Américains, sous le commandement du capitaine de la marine américaine William Mervine, sont contraints de se retirer de ce qui est aujourd'hui Carson vers la baie de San Pedro. Le commodore Robert F. Stockton, chef de la flotte navale américaine du Pacifique, est tellement surpris par la forte résistance des Californios qu'il met immédiatement le cap sur San Diego pour se regrouper.
Deux mois plus tard, Stockton sauve les forces encerclées du général de l'armée américaine Stephen W. Kearny après la bataille de San Pasqual, et avec leur force combinée et réapprovisionnée, ils se déplacent vers le nord depuis San Diego, entrant dans la région de Los Angeles le 8 janvier 1847, rejoignant le bataillon Bear Flag de John C. Frémont.
Avec des forces américaines totalisant 660 soldats et marines, ils combattent 150 Californios, dirigés par José María Flores, avec Carrillo comme commandant en second, lors de la bataille du Río San Gabriel. Les forces américaines sont victorieuses et les Californios sont contraints de battre en retraite. Le lendemain, le 9 janvier 1847, ils livrent la Bataille de La Mesa. Les tirs de contre-batterie américains forcent l'artillerie des Californios à se retirer. Une charge de cavalerie menée par les lanciers Californios est repoussée. Cela provoque la désertion des hommes de Flores et les Américains peuvent avancer vers Los Angeles. Le 12 janvier 1847, le dernier groupe important de Californios se rend aux forces américaines. Cela marque la fin de la guerre en Californie. Le 13 janvier 1847, Carrillo, agissant en tant que commissaire pour le Mexique, rédige en anglais et en espagnol le traité de Cahuenga et est présent lors de la signature.

## Réputation

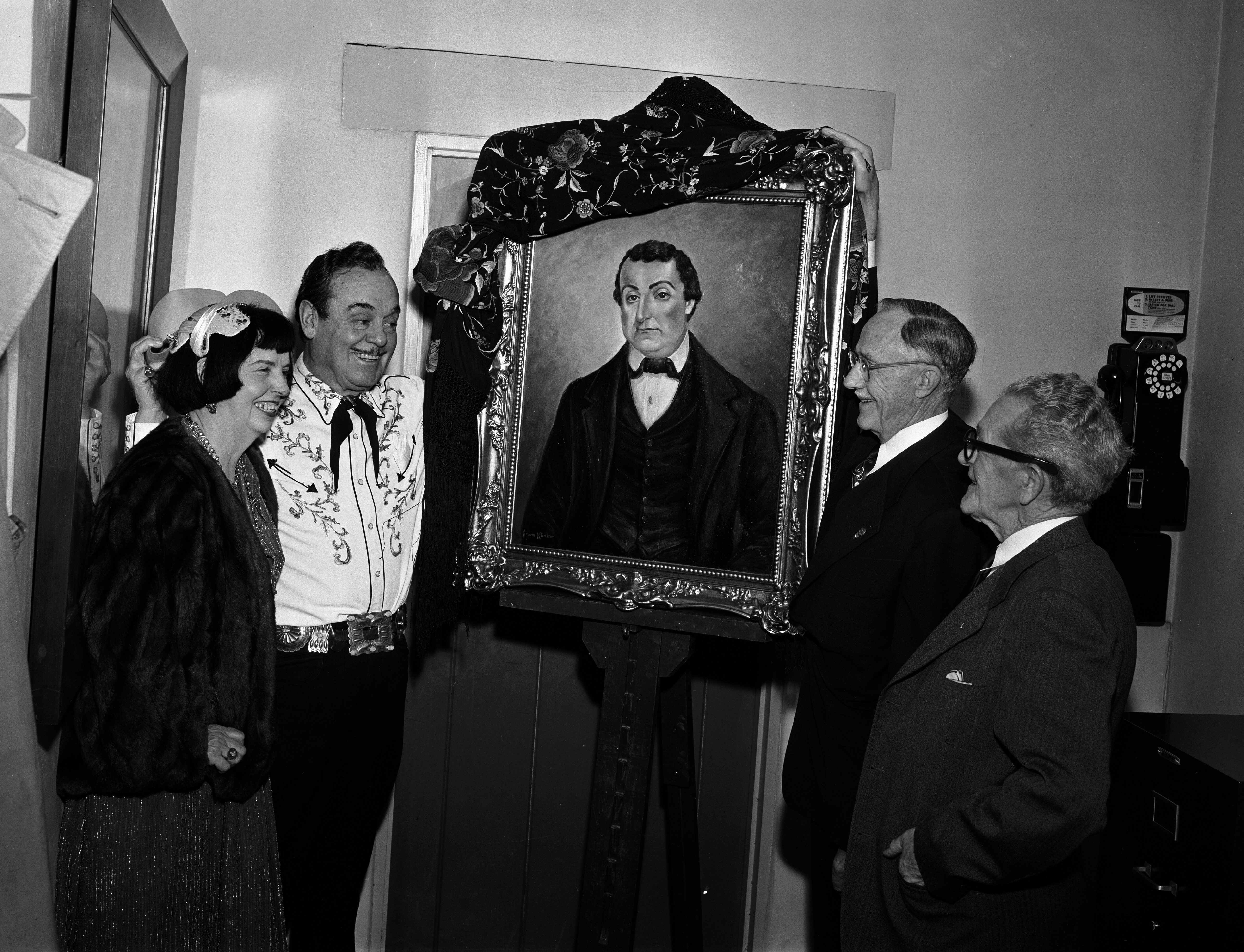
Leo Carrillo dévoile le portrait de son grand-oncle José Antonio Carrillo, 1955

« C'était un homme aux dons naturels remarquables, pour la plupart inexploités et épuisés. De légères modifications dans les conditions de vie et son caractère auraient pu faire de lui le premier des Californiens, le meilleur comme le pire. Personne ne le surpassait en intrigue, et il n'était jamais sans complot. Joueur, aux mœurs légères et totalement insouciant dans ses relations, il n'a pourtant jamais perdu le privilège de fréquenter les meilleurs ni le pouvoir de gagner leur amitié. Il était prêt à tout pour rendre service à un ami ou vaincre un ennemi ; et rares étaient les personnalités qui n'étaient pas, à un moment ou à un autre, à la fois ses ennemis et ses amis. Aucun Californien ne pouvait boire autant de cognac que lui avec si peu d'effet. Homme de belle apparence et de constitution solide, généreux, sans beaucoup de principes ; l'un des rares personnages originaux et marquants des premières annales californiennes ».

## Descendant notable
Son petit-neveu est l'acteur Leo Carrillo, co-star de la série télévisée The Cisco Kid (1950-1956), dans le rôle de Pancho, fidèle partenaire de Cisco.